# Roger Naslain
Roger Naslain est un chimiste français né le 20 novembre 1936, professeur à l'université de Bordeaux de 1969 à 2005.
Il a mis au point le procédé d'infiltration en phase gazeuse d'une matrice carbure dans un matériau composite, et est le premier au monde à réaliser un matériau composite à matrice céramique, une céramique renforcée capable de résister sous contraintes à des températures supérieures à 1 000 °C.

## Formation
Roger Naslain obtient une maîtrise de physique et chimie à l'université de Rennes puis un doctorat ès sciences en chimie de l'université de Bordeaux. Il complète sa formation par un stage postdoctoral au centre de R&D de General Electric, dans l'État de New York. 

## Carrière
Le professeur Naslain fonde et dirige à Bordeaux de 1983 à 1986 l'Institut pour les matériaux composites (IMC), une organisation créée pour promouvoir le transfert de technologies de l'industrie aérospatiale vers les petites entreprises et pour développer l'offre de formation continue dans le domaine des matériaux composites.
Il dirige de 1988 à 2002 le Laboratoire des composites thermostructuraux (LCTS), une unité mixte de recherche sous tutelle du CNRS, de Safran, de l'université de Bordeaux et du CEA créée pour mener des recherches fondamentales et appliquées sur des composites à matrice céramiques : travaux sur les fibres de céramique, les matrices, les interphases/interfaces, les procédés d'élaboration, le comportement mécanique, les effets de l'environnement, etc.
Il est l'auteur ou le co-auteur de 330 articles, co-auteur de 17 brevets, et a participé à la direction de huit livres sur les matériaux composites et à quatre numéros spéciaux de revues scientifiques consacrés aux matériaux composites à matrice céramique.

## Travaux remarquables
Le professeur Naslain et ses collègues ont conçu et validé expérimentalement le procédé de densification de carbure en phase vapeur (CVI, pour Chemical Vapor Infiltration), l'une des très rares techniques utilisables pour la fabrication de pièces en matériaux composites carbone-carbure de silicium et carbure de silicium-carbure de silicium. En 1977, lui et son équipe ont probablement été les premiers au monde à fabriquer un composite à matrice céramique. Son approche novatrice est aujourd'hui mise en œuvre industriellement par les usines de Safran Ceramics et d'ArianeGroup à Bordeaux, et par General Electric dans le Delaware.

## Prix et distinctions
Roger Naslain est officier dans l'ordre de la Légion d'honneur et a été distingué par les Palmes académiques.
- 1991 - Médaille d'excellence en matériaux composites, délivré par le Centre pour les matériaux composites.
- 1997 - Médaille Georges Chaudron de la Société française de la métallurgie et des matériaux[4].
- 2000 - Prix international de la céramique « Recherche fondamentale » décerné par la World Academy of Ceramics[5].
- 2004 - Membre honoraire à vie de l'American Ceramic Society.
- 2010 - Prix national chinois de l'amitié[6].